# Pacangan
Pacangan is een bestuurslaag in het regentschap Bangkalan van de provincie Oost-Java, Indonesië. Pacangan telt 789 inwoners (volkstelling 2010).